# Françoise Dürr
Françoise Dürr (født 25. december 1942 i Algier, Fransk Algeriet) er en tennisspiller fra Frankrig. Hun var blandt verdens bedste kvindelige tennisspillere i 1960'erne og 1970'erne og vandt i løbet af sin karriere 12 grand slam-titler: én i damesingle (det franske mesterskab i 1967), syv i damedouble og fire i mixed double.
Hun vandt 50 turneringer i single og 60 turneringer i double, heraf et WTA Tour Championships (i 1979 med Betty Stöve som makker)
Hun blev i 2003 valgt ind i International Tennis Hall of Fame.